# Eleições parlamentares europeias de 2014 (Roménia)
As eleições parlamentares europeias de 2014 na Roménia, realizadas a 25 de Maio, serviram para eleger os 32 deputados do país para o Parlamento Europeu.
O Partido Social-Democrata, membro do Partido Socialista Europeu, foi o claro vencedor das eleições, conquistando 37,60% dos votos e 16 deputados.

## Resultados Nacionais
| Partido                 | Partido                                   | Votos      | %               | +/-   | Deputados | +/-     |
| ----------------------- | ----------------------------------------- | ---------- | --------------- | ----- | --------- | ------- |
|                         | Partido Social-Democrata                  | 2 093 237  | 37,60 / 100,00  | 6,53  | 16 / 32   | 5       |
|                         | Partido Nacional Liberal                  | 835 531    | 15,00 / 100,00  | 0,48  | 6 / 32    | 1       |
|                         | Partido Democrata Liberal                 | 680 853    | 12,23 / 100,00  | 17,48 | 5 / 32    | 5       |
|                         | Mircea Diaconu                            | 379 582    | 6,81 / 100,00   | Novo  | 1 / 32    | Novo    |
|                         | União Democrática dos Húngaros na Roménia | 350 689    | 6,29 / 100,00   | 2,63  | 2 / 32    | 1       |
|                         | Partido do Movimento Popular              | 345 973    | 6,21 / 100,00   | Novo  | 2 / 32    | Novo    |
|                         | Partido Popular - Dan Diaconescu          | 204 310    | 3,67 / 100,00   | Novo  | 0 / 32    | Novo    |
|                         | Partido da Grande Roménia                 | 150 484    | 2,70 / 100,00   | 5,95  | 0 / 32    | 3       |
|                         | Força Cívica                              | 145 181    | 2,60 / 100,00   | 2,20  | 0 / 32    | Estável |
|                         | Partido Ecologista da Roménia             | 64 232     | 1,15 / 100,00   | Novo  | 0 / 32    | Novo    |
|                         | Outros                                    | 316 711    | 5,67 / 100,00   |       | 0 / 32    |         |
| Votos Inválidos         | Votos Inválidos                           | 345 011    | 5,84 / 100,00   | 1,98  |           |         |
| Total                   | Total                                     | 5 911 794  | 100,00 / 100,00 |       | 32 / 32   | 1       |
| Eleitorado/Participação | Eleitorado/Participação                   | 18 221 061 | 32,44 / 100,00  | 4,77  |           |         |
| Fonte                   | Fonte                                     | [ 2 ]      | [ 2 ]           | [ 2 ] | [ 2 ]     | [ 2 ]   |